# Риболовлєв Дмитро Євгенович
Дмитро́ Євге́нович Риболо́влев (рос. Дмитрий Евгеньевич Рыболовлев; нар. 22 листопада 1966, Перм) — російсько-кіпрський бізнесмен, спортивний спонсор і власник футбольного клубу першого дивізіону Франції «АС Монако» з 2011 року. Журнал Forbes вважає його одним із найбагатших людей у світі з особистим статком близько 6,8 мільярда доларів США (2019). Станом на 2021 рік статки Риболовлєва становили 6,7 мільярда доларів, він посів 391-ше місце у списку мільярдерів Forbes.